# Gorna Lechnitsa
Gorna Lechnitsa (en macédonien Горна Лешница ; en albanais Leshnica e Epërme) est un village du nord-ouest de la Macédoine du Nord, situé dans la municipalité de Jelino. Le village comptait 189 habitants en 2002. Il est majoritairement albanais.

## Démographie
Lors du recensement de 2002, le village comptait :
- Albanais : 188
- Macédoniens : 1